# Гамильтон (мюзикл)
«Гамильтон» (англ. Hamilton /ˈhæmɪltən/) — американский мюзикл о жизни государственного деятеля Александра Гамильтона на либретто, музыку и слова Лин-Мануэля Миранды, заслуживший признание критиков и кассовый успех.
Особенностью мюзикла является использование рэп- и R’n’B-музыки наряду с привычными бродвейскими мелодиями.
Мировая премьера состоялась в феврале 2015 года в офф-бродвейском Общественном театре (англ.) Нью-Йорка. Постановка стала лауреатом 26 наград различных премий, и в августе того же года перебралась на Бродвей в театр Ричарда Роджерса.
Билеты были раскуплены намного заранее, а шоу получило восторженные отзывы критиков, премию «Грэмми» за лучший музыкальный театральный альбом и Пулитцеровскую премию за лучшее драматическое произведение. Создатели внебродвейского шоу получили восемь премий «Драма Деск», включая премию за выдающийся мюзикл, а постановщики бродвейской версии — 11 премий «Тони» (ранее получив рекордные 16 номинаций). «Гамильтон» также установил рекорд по количеству номинаций на церемонии вручения британской награды Лоуренса Оливье в 2018 году и был представлен в 13 категориях. Постановка поставила рекорд и по количеству наград, одержав победу в семи категориях (числе «Лучший новый мюзикл») и сравнявшись с мюзиклом «Матильда».
Комитет Пулитцеровской премии охарактеризовал постановку как «знаковый мюзикл в американской драматургии, рассказывающий об одарённом отце-основателе, чья история до сих пор будоражит сердца и умы современников».

## Создание
Идея мюзикла возникла у композитора и певца Лин-Мануэля Миранды в 2008 году во время прочтения биографии Гамильтона. В свободное от основной работы (игры в собственном мюзикле «На высотах» (англ. In the Heights) он начал работать над будущим мюзиклом.
12 мая 2009 года Миранда был приглашён исполнить музыку из «На Высотах» на вечере поэзии и музыки в Белом доме, но вместо этого исполнил черновую версию композиции «Alexander Hamilton», которая позже станет первым номером мюзикла. После этого он ещё около года работал над номером «My Shot».
Первые готовые номера мюзикла (весь первый акт и три песни из второго) под аккомпанемент фортепиано Миранда представил 27 июля 2013 года на студенческом фестивале. К работе над мюзиклом к тому времени присоединились режиссёр Томас Кейл и музыкальный руководитель Алекс Лакамор (англ. Alex Lacamoire).
Постановка открылась в офф-бродвейском Общественном театре 17 февраля 2015 года. До этого мюзикл проходил этап предпоказов с 20 января. Режиссёром выступил Томас Кейл, хореографию ставил Энди Бланкенбуэлер. Из-за большого интереса к постановке прокат пришлось продлевать дважды: сначала до 5 апреля, потом до 3 мая. Затем «Гамильтон» переехал в бродвейский театр «Ричард Роджерс», где с 6 августа 2015 года идёт его стационарный прокат.
Свою версию мюзикла поставил театр «Частного банка» в Чикаго.
На 2017 год запланированы американские гастроли труппы.
Также в 2017 году планируется поставить мюзикл в Великобритании, с расчётом на последующие гастроли в Европе и Австралии.

## Сюжет

### Акт I
Мюзикл начинается с краткого изложения ранней жизни Александра Гамильтона, сироты с Карибских островов (композиция «Alexander Hamilton»), который начал работать в 14 лет, а также прочёл все книги, которые смог найти. Лидеры местной церковной общины собрали деньги, и отправили юношу получать образование на материк.
Летом 1776 года в Нью-Йорке Гамильтон разыскивает Аарона Бёрра. Он хочет узнать, как тому удалось получить образование всего за два года, потому что тоже хочет поскорее выучиться. Бёрр советует ему «меньше говорить, больше улыбаться», то есть заняться вместо обучения саморекламой и заведением полезных знакомств («Aaron Burr, Sir»). Гамильтон отвергает этот совет и присоединяется к встреченным революционерам, Джону Лоуренсу, Маркизу де Лафайету и Геркулесу Маллигану, впечатлив их своим ораторским искусством («My Shot»). Вместе они предаются мечтам отдать жизни за дело революции («The Story of Tonight»). В это время богатые сёстры Скайлер — Анжелика, Элайза и Пегги — бродят по улицам Нью-Йорка, взволнованные витающим в воздухе духом революции («The Schuyler Sisters»).
Епископ Сэмюель Сибери в своей проповеди предостерегает против революции, но Гамильтон опровергает и высмеивает его («Farmer Refuted»). Оглашается послание короля Георга III, в котором он увещеваниями и угрозами пытается охладить революционный пыл колонистов («You’ll Be Back»).
Американская революция начинается; Гамильтон, Бёрр и их друзья присоединяются к Континентальной армии. Армия отступает, и генерал Джордж Вашингтон понимает, что нуждается в помощи. Хотя Гамильтон хочет сражаться на фронте, он всё же принимает предложение Вашингтона стать его адъютантом («Right Hand Man»).
Зимой 1780 года Гамильтон посещает бал у Филипа Скайлера («A Winter’s Ball»). Элайза моментально влюбляется в него, и вскоре они женятся («Helpless»). Анжелику тоже тянет к Гамильтону, но она скрывает свои чувства ради счастья сестры («Satisfied»). Прибывает Бёрр. Он рассказывает Гамильтону, что завёл роман с женой британского офицера. Гамильтон советует ему жениться («The Story of Tonight (Reprise)»), но Бёрр хочет подождать и посмотреть, что готовит ему жизнь («Wait For It»).
Революция продолжается. Гамильтон просит Вашингтона поручить ему командование войсками, но тот назначает командующим генерала Чарльза Ли. Скоро Ли нарушает приказ Вашингтона, что приводит к катастрофическому поражению при Монмуте. Отстранённый от командования, Ли распускает клеветнические слухи о Вашингтоне. Гамильтон оскорблён, но Вашингтон приказывает ему не вмешиваться. Тогда друг Гамильтона Лоуренс вызывает Ли на дуэль («Stay Alive»). Лоуренсу удаётся ранить Ли («Ten Duel Commandments»). Узнав о дуэли, разгневанный Вашингтон отсылает Гамильтона домой («Meet Me Inside»). Дома Элайза сообщает Гамильтону, что беременна («That Would Be Enough»).
Лафайет убеждает Францию поддержать Американскую революцию, и преимущество оказывается на стороне Континентальной армии. Вашингтон понимает, что может выиграть войну, блокировав британский флот в Йорктауне, но для этого ему нужен Гамильтон. С неохотой он делает его командующим («Guns and Ships»).
Накануне битвы Вашингтон вспоминает своё неудачное первое командование и говорит Гамильтону, что человек не может выбирать, чем запомнится потомкам («History Has Its Eyes on You»). После нескольких дней боёв Континентальная армия побеждает («Yorktown (The World Turned Upside Down)». Потерпевший поражение король Георг III язвительно вопрошает повстанцев, как они планируют править страной, не вызывая ненависти народа («What Comes Next?»).
У Гамильтона рождается сын Филлип, а у Бёрра — дочь Феодосия («Dear Theodosia»). Гамильтон узнаёт, что Лоуренс был убит в стычке с отступающими британскими солдатами уже после окончания войны («Tomorrow There’ll Be More Of Us»). Вместе с Бёрром Гамильтон возвращается в Нью-Йорк, чтобы закончить изучение юриспруденции. Летом 1787 года Гамильтона выбирают делегатом на Филадельфийский конвент. Только что избранный первый президент Вашингтон назначает Гамильтона министром финансов. Карьерный успех Гамильтона вызывает жгучую зависть Бёрра («Non-Stop»).

### Акт II
В 1789 году Томас Джефферсон становится государственным секретарём. Депутат Мэдисон просит его остановить принятие нового финансового плана Гамильтона, который предусматривает централизованное управление экономикой, отнимая это право у штатов («What’d I Miss?»). Разногласия проявляются во время встречи Джефферсона и Гамильтона в Кабинете. Вашингтон требует от Гамильтона найти компромисс («Cabinet Battle #1»).
Элайза напоминает Гамильтону о девятом дне рождения Филлипа. Сын выступает с короткой речью о том, какой удивительный у него отец. Элайза вместе с Анжеликой, прибывшей из Англии, отправляется навестить отца в Олбани. Гамильтон отказывается их сопровождать, ссылаясь на рабочие дела («Take a Break»).
Когда Гамильтон остаётся один, его посещает молодая женщина Мария Рейнольдс (англ.), которая утверждает, что муж плохо с ней обращается. Гамильтон пытается помочь ей, в результате чего она его соблазняет. Муж Марии требует от Гамильтона денег, угрожая в противном случае рассказать его жене об измене. Гамильтон понимает что вся эта история была подстроена («Say No To This»).
Гамильтон вновь обсуждает свой финансовый план с Джефферсоном. На этот раз им удаётся прийти к согласию: Джефферсон поддержит план при условии переноса столицы из Нью-Йорка в Вашингтон. Бёрр завидует возможностям Гамильтона и мечтает обрести такую же власть («The Room Where It Happens»).
Бёрр обходит Филлипа Скайлера в выборной гонке за место в Сенате. Гамильтон называет Бёрра беспринципным политиком, меняющим убеждения ради собственной выгоды («Schuyler Defeated»).
На очередном заседании кабинета министров Джефферсон и Гамильтон спорят, должны ли Соединённые Штаты помочь Французской революции. Вашингтон принимает сторону Гамильтона и объявляет нейтралитет (англ.) («Cabinet Battle #2»). Раздосадованный Джефферсон при помощи Бёрра и Мэдисона начинает искать способ разрушить репутацию Гамильтона («Washington on Your Side»).
Вашингтон уходит в отставку, и Джефферсон решает баллотироваться на его пост. Гамильтон поражён, но Вашингтон убеждает его, что всё делается правильно. Вместе они пишут Прощальное послание Вашингтона (англ.) («One Last Time»). Новым президентом избирается Джон Адамс. Известие об этом радует Георга III — он считает, что мягкий и нерешительный Адамс не справится с управлением государством («I Know Him»).
Пока Гамильтон ввязывается в споры с новым президентом («The Adams Administration»), Бёрр, Джефферсон и Мэдисон узнают о его романе с Марией Рейнольдс. Гамильтон просит их сохранить эту тайну («We Know»). Но он не доверяет им. Помня о том, как открытость и честность помогали ему в прошлом («Hurricane») и надеясь сохранить репутацию и карьеру, Гамильтон первым публично рассказывает о своей измене («The Reynolds Pamphlet»). Его личная жизнь, однако, оказывается разрушена. Оскорблённая и павшая духом Элайза сжигает их переписку («Burn»).
Проходят годы, и сын Гамильтона Филлип вызывает на дуэль некоего Джорджа Икера за клевету на отца. Филлип намеренно целится в воздух, но Икер, не досчитав до десяти секунд, преждевременно стреляет прямо в него («Blow Us All Away»). Гамильтон отвозит раненного Филлипа к врачу, но он умирает («Stay Alive (Reprise)»). После смерти сына Гамильтон просит прощения у Элайзы и наконец его получает («It’s Quiet Uptown»).
На очередных президентских выборах Джефферсон и Бёрр получают равное количество голосов выборщиков. Палата представителей тоже не может выбрать нового президента. Гамильтон понимает, что Бёрр снова изменил своим идеалам ради личной выгоды и поэтому убеждает делегатов проголосовать за Джефферсона («The Election of 1800»). Разъярённый Бёрр вызывает Гамильтона на дуэль («Your Obedient Servant»). В день дуэли перед восходом солнца Гамильтон рассказывает Элайзе о своей любви к ней («Best of Wives and Best of Women»).
Бёрр и Гамильтон прибывают в Вихокен, место, где был застрелен Филлип. Гамильтон произносит монолог о смерти, его отношениях и его наследии. Он направляет пистолет в небо и получает смертельную пулю от Бёрра. Бёрр, однако, сожалеет о том, что выжил — ведь в истории он останется как убийца Александра Гамильтона («The World Was Wide Enough»).
Собираются все действующие лица. Вашингтон напоминает зрителям, что человек не может повлиять на посмертную память о нём. Джефферсон и Мэдисон признают сделанное своим соперником гениальным. Элайза рассказывает о том, как она сохраняет наследие своего мужа и жалеет, что сделала недостаточно. Она спрашивает у зрителей, кто расскажет их историю после смерти. И когда она умирает, Гамильтон показывает ей всех тех, кто будет заботиться и защищать её наследие, как она делала это прежде для него («Who Lives, Who Dies, Who Tells Your Story»).

## Актёрский состав
| Персонаж                              | Первое представление (2013)                  | Внебродвейский состав (2015)                 | Оригинальный бродвейский состав (2015)       | Вест-Энд (2017)  | Чикагская труппа     |
| ------------------------------------- | -------------------------------------------- | -------------------------------------------- | -------------------------------------------- | ---------------- | -------------------- |
| Александр Гамильтон                   | Лин-Мануэль Миранда / Хавьер Муньоз (дублёр) | Лин-Мануэль Миранда / Хавьер Муньоз (дублёр) | Лин-Мануэль Миранда / Хавьер Муньоз (дублёр) | Джамаэл Вестман  | Мигель Сервантес     |
| Аарон Бёрр                            | Уткарш Амбудкар                              | Лесли Одом-мл.                               | Лесли Одом-мл.                               | Джайлз Терера    | Джошуа Генри         |
| Элайза Скайлер-Гамильтон              | Ана Ногейра                                  | Филлипа Су                                   | Филлипа Су                                   | Рашель Энн Гоу   | Ари Афсар            |
| Анжелика Скайлер-Чёрч                 | Аника Нони Роуз                              | Рене Элиз Голдсберри                         | Рене Элиз Голдсберри                         | Рэйчел Джон      | Карен Оливо          |
| Джордж Вашингтон                      | Кристофер Джексон                            | Кристофер Джексон                            | Кристофер Джексон                            | Обиома Угоала    | Джонатан Киркленд    |
| Георг III                             | Джошуа Генри                                 | Брайан д’Арси Джеймс                         | Джонатан Грофф                               | Майкл Джибсон    | Александр Джеминьяни |
| Пегги Скайлер / Мария Рейнольдс       | Пресила Нунез                                | Жасмин Сефас Джонс                           | Жасмин Сефас Джонс                           | Кристин Алладо   | Саманта Мари Уэйр    |
| Жильбер де Лафайет / Томас Джефферсон | Давид Диггз                                  | Давид Диггз                                  | Давид Диггз                                  | Джейсон Пенникук | Крис Ли              |
| Геркулес Маллиган / Джеймс Мэдисон    | Джошуа Генри                                 | Окьерете Онаодован                           | Окьерете Онаодован                           | Таринн Календер  | Уоллес Смит          |
| Джон Лоуренс / Филлип Гамильтон       | Хавьер Муньоз                                | Энтони Рамос                                 | Энтони Рамос                                 | Клив Септембер   | Хосе Рамос           |

Актёрский состав мюзикла этнически разнообразен (так называемый color-blind casting (англ.)) и не отражает реальную расовую и национальную принадлежность исторических лиц.

## Музыка
Музыкальная часть шоу состоит из уникальной смеси хип-хопа, R&B, дэнсхолла, фанка, а также музыки для мюзиклов.

В композициях встречаются отсылки к известным рэп-композициям таких артистов и групп как Ноториус Б. И. Г., Джей-Зи, Ди-Эм-Экс, Grandmaster Flash & The Furious Five, Beastie Boys, Mobb Deep, A Tribe Called Quest и другим.
В 2015 году вышел саундтрек мюзикла (англ.), ставший первым в своём роде, занявшим первое место в рэп-чарте журнала Billboard и 12-е место в Billboard Top 200. В 2016 году альбом выиграл премию «Грэмми» за лучший альбом на основе театрального мюзикла.
«Гамильтон» поставил рекорд по самому быстрому чтению рэпа в истории Бродвея и по самой быстрой песне в бродвейском мюзикле. В песне «Guns and Ships» актёр Давид Диггс, первый исполнитель роли Маркиза де Лафайетта, должен был произнести 19 слов за 3 секунды, что делает средний темп его пения 6,3 слов в секунду.
Писатель Ли Либреско посчитал количество слов в аудиозаписи «Гамильтона» и сравнил это количество с несколькими другими популярными мюзиклами, как «Оклахома!», «Кандид», «Весеннее пробуждение» и «Призрак Оперы». Согласно этому эксперименту, если «Гамильтон» будет пропет в «среднем» темпе бродвейского мюзикла, продолжительность спектакля составит от 4 до 6 часов. Темп «Гамильтона» по крайней мере в 2 раза выше, чем у его ближайшего преследователя — мюзикла «Весеннее пробуждение», — чей альбом также значительно короче. Общее количество слов в «Гамильтоне» превышает 20 тысяч.

## Музыкальные номера
| Номер  | Название                                              | Перевод                                               | Действующие лица                                                                            |
| ------ | ----------------------------------------------------- | ----------------------------------------------------- | ------------------------------------------------------------------------------------------- |
| Акт I  |                                                       |                                                       |                                                                                             |
| 1      | Alexander Hamilton                                    | Александр Гамильтон                                   | Все, кроме короля Георга                                                                    |
| 2      | Aaron Burr, Sir                                       | Аарон Бёрр, сэр                                       | Гамильтон, Бёрр, Лоуренс, Лафайет, Маллиган                                                 |
| 3      | My Shot                                               | Мой шанс                                              | Гамильтон, Лоуренс, Лафайет, Маллиган, Бёрр и труппа                                        |
| 4      | The Story of Tonight                                  | История сегодняшнего вечера                           | Гамильтон, Лоуренс, Лафайет, Маллиган                                                       |
| 5      | The Schuyler Sisters                                  | Сёстры Скайлер                                        | Анжелика, Элайза, Пегги, Бёрр и труппа                                                      |
| 6      | Farmer Refuted                                        | Ответ фермеру                                         | Сибери и Гамильтон                                                                          |
| 7      | You’ll Be Back                                        | Вы вернётесь                                          | Король Георг                                                                                |
| 8      | Right Hand Man                                        | Правая рука                                           | Вашингтон, Гамильтон, Бёрр и труппа                                                         |
| 9      | A Winter’s Ball                                       | Зимний бал                                            | Бёрр, Гамильтон, мужчины                                                                    |
| 10     | Helpless                                              | Беспомощна                                            | Элайза, Гамильтон, Анжелика, женщины                                                        |
| 11     | Satisfied                                             | Удовлетворена                                         | Анжелика, Гамильтон, Элайза и труппа                                                        |
| 12     | The Story of Tonight (Reprise)                        | История сегодняшнего вечера (реприза)                 | Лоуренс, Гамильтон, Лафайет, Маллиган, Бёрр и труппа                                        |
| 13     | Wait for It                                           | Подождите                                             | Бёрр и труппа                                                                               |
| 14     | Stay Alive                                            | Останься в живых                                      | Гамильтон, Вашингтон, Ли, Лоуренс, Лафайет, Маллиган, Элайза, Анжелика и труппа             |
| 15     | Ten Duel Commandments                                 | Десять дуэльных заповедей                             | Лоуренс, Гамильтон, Ли, Бёрр и труппа                                                       |
| 16     | Meet Me Inside                                        | Встретимся внутри                                     | Вашингтон, Гамильтон и труппа                                                               |
| 17     | That Would Be Enough                                  | Этого хватит                                          | Элайза и Гамильтон                                                                          |
| 18     | Guns and Ships                                        | Пушки и корабли                                       | Бёрр, Лафайет, Вашингтон, труппа                                                            |
| 19     | History Has Its Eyes on You                           | История не сводит с тебя глаз                         | Вашингтон и труппа                                                                          |
| 20     | Yorktown (The World Turned Upside Down)               | Йорктаун (Мир перевернулся)                           | Гамильтон, Лафайет, Лоуренс, Маллиган и труппа                                              |
| 21     | What Comes Next?                                      | Что дальше?                                           | Король Георг                                                                                |
| 22     | Dear Theodosia                                        | Дорогая Феодосия                                      | Бёрр и Гамильтон                                                                            |
| -      | Tomorrow There’ll Be More Of Us / Laurens Interlude 1 | Завтра нас будет больше / Интерлюдия Лоуренса         | Лоуренс при участии Элайзы и Гамильтона                                                     |
| 23     | Non-Stop                                              | Без остановки                                         | Гамильтон, Бёрр, Элайза, Анжелика, Вашингтон и труппа                                       |
| Акт II |                                                       |                                                       |                                                                                             |
| 1      | What’d I Miss                                         | Что я пропустил                                       | Джефферсон, Бёрр, Мэдисон и труппа                                                          |
| 2      | Cabinet Battle #1                                     | Первая битва в Кабинете                               | Вашингтон, Джефферсон, Гамильтон и Мэдисон                                                  |
| 3      | Take a Break                                          | Сделай перерыв                                        | Элайза, Филлип, Гамильтон и Анжелика                                                        |
| 4      | Say No to This                                        | Скажи «нет»                                           | Гамильтон, Мария Рейнольдс, Джеймс Рейнольдс и труппа                                       |
| 5      | The Room Where It Happens                             | Комната, в которой это происходит                     | Бёрр, Гамильтон, Джефферсон, Мэдисон и труппа                                               |
| 6      | Schuyler Defeated                                     | Поражение Скайлера                                    | Филлип, Элайза, Гамильтон и Бёрр                                                            |
| 7      | Dear Theodosia (Reprise)                              | Дорогая Феодосия (реприза)                            | Бёрр                                                                                        |
| 8      | Cabinet Battle #2                                     | Вторая битва в Кабинете                               | Вашингтон, Джефферсон, Гамильтон и Мэдисон                                                  |
| 9      | Washington on Your Side                               | Вашингтон на вашей стороне                            | Бёрр, Джефферсон и Мэдисон                                                                  |
| 10     | One Last Time                                         | В последний раз                                       | Вашингтон, Гамильтон и труппа                                                               |
| 11     | I Know Him                                            | Я его знаю                                            | Король Георг                                                                                |
| 12     | The Adams Administration                              | Администрация Адамса                                  | Бёрр, Гамильтон и труппа                                                                    |
| 13     | We Know                                               | Мы знаем                                              | Бёрр, Гамильтон, Джефферсон и Мэдисон                                                       |
| 14     | Hurricane                                             | Ураган                                                | Гамильтон и труппа                                                                          |
| 15     | The Reynolds Pamphlet                                 | Памфлет Рейнольдса                                    | Все актёры                                                                                  |
| 16     | Burn                                                  | Сгори                                                 | Элайза                                                                                      |
| 17     | Blow Us All Away                                      | Порази нас                                            | Филлип, Джордж Икер, Гамильтон и труппа                                                     |
| 18     | Stay Alive (Reprise)                                  | Останься в живых (реприза)                            | Филлип, Гамильтон, Элайза, доктор и труппа                                                  |
| 19     | It’s Quiet Uptown                                     | Тишина в жилой части города                           | Анжелика, Гамильтон, Элайза и труппа                                                        |
| 20     | The Election of 1800                                  | Выборы 1800 года                                      | Джефферсон, Мэдисон, Бёрр, Гамильтон и труппа                                               |
| 21     | Your Obedient Servant                                 | Ваш покорный слуга                                    | Бёрр, Гамильтон                                                                             |
| 22     | Best of Wives and Best of Women                       | Лучшая из жён и лучшая из женщин                      | Элайза, Гамильтон                                                                           |
| 23     | The World Was Wide Enough                             | Мир был достаточно велик                              | Бёрр, Гамильтон и труппа                                                                    |
| 24     | Who Lives, Who Dies, Who Tells Your Story             | Кто живёт, кто умирает, кто рассказывает твою историю | Элайза, Вашингтон, Бёрр, Джефферсон, Мэдисон, Анжелика, Лоуренс, Лафайет, Маллиган и труппа |

1 Композиция «Tomorrow There’ll Be More Of Us», ещё одна реприза «The Story of Tonight», не включена в альбом, и считается скорее сценой, нежели песней.
По сравнению с внебродвейской постановкой мюзикла, поздние версии некоторых песен отличаются от ранних своей продолжительностью и имеют небольшие изменения в тексте.

## Историческая точность
Хотя сюжет мюзикла в основном следует реальной биографии Александра Гамильтона, в нём допущен ряд исторических неточностей и художественных допущений:
- Роль Бёрра в жизни Гамильтона явно завышена (особенно в первом акте). Настоящий Бёрр меньше контактировал с Гамильтоном, нежели показано в мюзикле, и Гамильтон не считал его своим другом.
- Также Гамильтон не предлагал Бёрру писать вместе с ним статьи в защиту Конституции (The Federalist Papers.)
- Анжелика Скайлер уже была замужем, когда она познакомилась с Гамильтоном. Она не возвращалась в Америку после публикации памфлета о Рейнольдсах.
- В реальности Бёрр никогда не менял партий, он с самого начала был антифедералистом и демократо-республиканцем.
- Адамс и Гамильтон действительно не ладили друг с другом, но до открытой вражды их отношения не доходили.
- На самом деле Адамс не увольнял Гамильтона, тот подал в отставку ещё во время президентства Вашингтона.
- Джефферсон, Бёрр и Мэдисон не пытались шантажировать Гамильтона, узнав о его измене. На самом деле это были Джеймс Монро и Фредерик Муленберг[27].
- Джефферсон действительно враждовал с Гамильтоном, но вовсе не был столь коварен и мстителен.
- Джордж Икер не стрелял в Филлипа Гамильтона до завершения обратного отсчета, и сама дуэль произошла уже после выборов 1800 года.
- Джефферсон не обращался к Гамильтону за поддержкой на выборах.
- К дуэли между Бёрром и Гамильтоном привели вовсе не выборы 1800 года. Поводом к ней стало опубликование в прессе письма Чарльза Купера, адресованное Филлипу Скайлеру, в котором тот утверждал, что Гамильтон назвал Бёрра «опасным человеком, которому нельзя доверять бразды правления» и что Гамильтон высказал ещё более презрительное мнение о Бёрре в беседе с ним[28].
- Современные историки постепенно отходят от традиционного утверждения, что несколько отцов-основателей создали США, и в связи с этим критикуют мюзикл за игнорирование роли простого народа в Американской революции[29].

Несмотря на это, школьные учителя рекомендуют мюзикл своим ученикам, для того чтобы они узнали больше об истории США.

## Фильм
Премьера киноверсии «Гамильтона», записанной при участии оригинального состава в июне 2016 года, должна была состояться в кинотеатрах 15 октября 2021 года. Однако в мае 2020 года Лин-Мануэль Миранда объявил, что в связи с влиянием пандемии Covid-19 на мировой театр и в частности на Бродвей релиз состоится на стриминговой платформе Disney+ 3 июля 2020 года. По слухам Disney заплатили за права на фильм 75 млн долл. США.
Фильм получил от Американской ассоциации кинокомпаний рейтинг PG-13 в связи с наличием «грубых выражений и сцен с сексуальным подтекстом». Чтобы избежать повышения рейтинга до R, в двух песнях (Yorktown (The World Turned Upside Down) и Washington on Your Side) было убрано слово «fuck», ещё в одной (Say No to This) — оставлено в связи с неполным его произношением. Нецензурное выражение также используется в песне The Adams Administration, где оно закрывается звуковым сигналом непосредственно во время шоу.

## Постановки
| Город (страна)          | Компания                         | Театральная площадка             | Предпоказы                               | Дата открытия     | Дата закрытия | Кол-во спектаклей |
| ----------------------- | -------------------------------- | -------------------------------- | ---------------------------------------- | ----------------- | ------------- | ----------------- |
| Нью-Йорк (США)          | Общественный театр (Офф-Бродвей) | Общественный театр (Офф-Бродвей) | 32 спектакля с 20.01.2015 по 16.02.2015  | 17.02.2015        | 03.05.2015    | 88                |
| Нью-Йорк (США)          | Nederlander Organization         | Театр «Ричард Роджерс» (Бродвей) | 26 спектаклей с 13.07.2015 по 05.08.2015 | 06.08.2015        | в прокате     | 1919              |
| Лондон (Великобритания) | Delfont Mackintosh               | Victoria Palace                  | c 06.12.2017                             | c 21.12.2017      | -             | (ожидается)       |
| Гамбург (Германия)      | Stage Entertainment              | Stage Operettenhaus              | c 24.09.2022                             | c октября 2022 г. | 15.10.2023    |                   |

## Награды и номинации

### Офф-Бродвей
| Год  | Премия                                       | Категория                                    | Номинант(ы)                                                         | Результат |
| ---- | -------------------------------------------- | -------------------------------------------- | ------------------------------------------------------------------- | --------- |
| 2015 | Премия имени Люсиль Лортел                   | Лучший мюзикл                                |                                                                     | Победа    |
| 2015 | Премия имени Люсиль Лортел                   | Лучшая режиссура                             | Томас Кейл                                                          | Победа    |
| 2015 | Премия имени Люсиль Лортел                   | Лучшая хореография                           | Энди Бланкенбуэлер                                                  | Победа    |
| 2015 | Премия имени Люсиль Лортел                   | Лучшая главная мужская роль                  | Лин-Мануэль Миранда                                                 | Победа    |
| 2015 | Премия имени Люсиль Лортел                   | Лучшая главная мужская роль                  | Лесли Одом-мл.                                                      | Номинация |
| 2015 | Премия имени Люсиль Лортел                   | Лучшая главная женская роль                  | Филлипа Су                                                          | Победа    |
| 2015 | Премия имени Люсиль Лортел                   | Лучшая мужская роль второго плана            | Давид Диггз                                                         | Победа    |
| 2015 | Премия имени Люсиль Лортел                   | Лучшая мужская роль второго плана            | Брайан Дарси Джеймс                                                 | Номинация |
| 2015 | Премия имени Люсиль Лортел                   | Лучшая женская роль второго плана            | Рене Элиз Голдсберри                                                | Победа    |
| 2015 | Премия имени Люсиль Лортел                   | Лучший дизайн костюмов                       | Пол Тазевелл                                                        | Победа    |
| 2015 | Премия имени Люсиль Лортел                   | Лучший дизайн по свету                       | Ховелл Бинкли                                                       | Победа    |
| 2015 | Премия имени Люсиль Лортел                   | Лучший звук                                  | Невин Стейнберг                                                     | Победа    |
| 2015 | Outer Critics Circle Awards                  | Лучший новый внебродвейский мюзикл           |                                                                     | Победа    |
| 2015 | Outer Critics Circle Awards                  | Лучшее либретто                              | Лин-Мануэль Миранда                                                 | Победа    |
| 2015 | Outer Critics Circle Awards                  | Лучшая музыка                                | Лин-Мануэль Миранда                                                 | Победа    |
| 2015 | Outer Critics Circle Awards                  | Лучший режиссёр                              | Томас Кейл                                                          | Номинация |
| 2015 | Outer Critics Circle Awards                  | Лучшая хореография                           | Энди Бланкенбуэлер                                                  | Номинация |
| 2015 | «Драма Лонг»                                 | Лучший мюзикл Бродвея или Офф-Бродвея        |                                                                     | Номинация |
| 2015 | «Драма Лонг»                                 | Лучшее выступление                           | Давид Диггз                                                         | Номинация |
| 2015 | «Драма Лонг»                                 | Лучшее выступление                           | Лин-Мануэль Миранда                                                 | Номинация |
| 2015 | «Драма Деск»                                 | Лучший мюзикл                                |                                                                     | Номинация |
| 2015 | «Драма Деск»                                 | Лучшая мужская роль                          | Лин-Мануэль Миранда                                                 | Номинация |
| 2015 | «Драма Деск»                                 | Лучшая мужская роль второго плана            | Лесли Одом-мл.                                                      | Номинация |
| 2015 | «Драма Деск»                                 | Лучшая женская роль второго плана            | Рене Элиз Голдсберри                                                | Победа    |
| 2015 | «Драма Деск»                                 | Лучший режиссёр                              | Томас Кейл                                                          | Победа    |
| 2015 | «Драма Деск»                                 | Лучшая музыка                                | Лин-Мануэль Миранда                                                 | Победа    |
| 2015 | «Драма Деск»                                 | Лучшие стихи                                 | Лин-Мануэль Миранда                                                 | Победа    |
| 2015 | «Драма Деск»                                 | Лучшее либретто                              | Лин-Мануэль Миранда                                                 | Победа    |
| 2015 | «Драма Деск»                                 | Лучшая оркестровка                           | Алекс Лакамуар                                                      | Номинация |
| 2015 | «Драма Деск»                                 | Лучшие декорации                             | Дэвид Коринс                                                        | Номинация |
| 2015 | «Драма Деск»                                 | Лучшие костюмы                               | Пол Тазевелл                                                        | Номинация |
| 2015 | «Драма Деск»                                 | Лучший свет                                  | Ховелл Бинкли                                                       | Номинация |
| 2015 | «Драма Деск»                                 | Лучший дизайн звука                          | Невин Стейнберг                                                     | Победа    |
| 2015 | «Драма Деск»                                 | Специальная награда                          | Энди Бланкенбуэлер                                                  | Победа    |
| 2015 | New York Drama Critics' Circle               | Лучший мюзикл                                |                                                                     | Победа    |
| 2015 | Off Broadway Alliance Awards                 | Лучший новый мюзикл                          |                                                                     | Победа    |
| 2015 | Theatre World Award                          | Дебютное выступление                         | Давид Диггз                                                         | Победа    |
| 2015 | Clarence Derwent Awards                      | Многообещающая актриса                       | Филлипа Су                                                          | Победа    |
| 2015 | Obie                                         | Лучшая работа в американском театре          | Лин-Мануэль Миранда, Томас Кейл, Алекс Лакамуар, Энди Бланкенбуэлер | Победа    |
| 2015 | Edgerton Foundation New American Play Awards | Edgerton Foundation New American Play Awards | Edgerton Foundation New American Play Awards                        | Победа    |

### Бродвей
| Год  | Премия                              | Категория                                                      | Номинант(ы)                                                    | Результат |
| ---- | ----------------------------------- | -------------------------------------------------------------- | -------------------------------------------------------------- | --------- |
| 2016 | Пулитцеровская премия               | Лучшая драма                                                   | Лин-Мануэль Миранда                                            | Победа    |
| 2016 | «Грэмми»                            | Лучший альбом музыкального театра                              | Команда, участвовавшая в записи                                | Победа    |
| 2016 | Награда Гильдии драматургов Америки | Награда имени Фредерика Лоу за драму                           | Лин-Мануэль Миранда                                            | Победа    |
| 2016 | «Тони»                              | Лучший мюзикл                                                  |                                                                | Победа    |
| 2016 | «Тони»                              | Лучшее либретто                                                | Лин-Мануэль Миранда                                            | Победа    |
| 2016 | «Тони»                              | Лучшая музыка и стихи                                          | Лин-Мануэль Миранда                                            | Победа    |
| 2016 | «Тони»                              | Лучшая мужская роль                                            | Лин-Мануэль Миранда за роль Александра Гамильтона              | Номинация |
| 2016 | «Тони»                              | Лучшая мужская роль                                            | Лесли Одом-мл. за роль Аарона Бёрра                            | Победа    |
| 2016 | «Тони»                              | Лучшая женская роль                                            | Филлипа Су за роль Элайзы Скайлер-Гамильтон                    | Номинация |
| 2016 | «Тони»                              | Лучшая мужская роль второго плана                              | Давид Диггз за роли Жильбера Лафайета и Томаса Джефферсона     | Победа    |
| 2016 | «Тони»                              | Лучшая мужская роль второго плана                              | Джонатан Грофф за роль Георга III                              | Номинация |
| 2016 | «Тони»                              | Лучшая мужская роль второго плана                              | Кристофер Джексон за роль Джорджа Вашингтона                   | Номинация |
| 2016 | «Тони»                              | Лучшая женская роль второго плана                              | Рене Элиз Голдсберри за роль Анжелики Скайлер                  | Победа    |
| 2016 | «Тони»                              | Лучший дизайн сцены                                            | Дэвид Коринс                                                   | Номинация |
| 2016 | «Тони»                              | Лучший дизайн костюмов                                         | Пол Тазевелл                                                   | Победа    |
| 2016 | «Тони»                              | Лучший свет                                                    | Ховелл Бинкли                                                  | Победа    |
| 2016 | «Тони»                              | Лучшая режиссура                                               | Томас Кейл                                                     | Победа    |
| 2016 | «Тони»                              | Лучшая хореография                                             | Энди Бланкенбуэлер                                             | Победа    |
| 2016 | «Тони»                              | Лучшая оркестровка                                             | Алекс Лакамуар                                                 | Победа    |
| 2016 | NAACP Image Award                   | Выдающийся дуэт, группа или коллектив                          | Бродвейская труппа                                             | Номинация |
| 2016 | Премия Эдварда М. Кеннеди           | Драма, вдохновлённая американской историей                     | Лин-Мануэль Миранда                                            | Победа    |
| 2016 | Драма Лонг                          | Выдающаяся постановка бродвейского или внебродвейского мюзикла | Выдающаяся постановка бродвейского или внебродвейского мюзикла | Победа    |
| 2016 | Драма Лонг                          | Выдающееся выступление                                         | Давид Диггз                                                    | Номинация |
| 2016 | Драма Лонг                          | Выдающееся выступление                                         | Лин-Мануэль Миранда                                            | Победа    |
| 2016 | Награда Фреда и Адели Астер         | Выдающийся ансамбль в бродвейской постановке                   | Выдающийся ансамбль в бродвейской постановке                   | Номинация |
| 2016 | Награда Фреда и Адели Астер         | Лучший хореограф                                               | Энди Бланкенбуэлер                                             | Победа    |
| 2016 | Награда Фреда и Адели Астер         | Лучший танцор                                                  | Давид Диггз                                                    | Номинация |